# Mychajil (Zinkevyč)
Mychajil (světským jménem: Tymofij Semenovyč Zinkevyč; * 9. května 1966, Losjatyn) je ukrajinský duchovní Pravoslavné církve Ukrajiny a metropolita lucký a volyňský.

## Život
Narodil se 9. května 1966 ve vesnici Losjatyn Ternopilské oblasti.
Navštěvoval učiliště v Počajivu, kde získal specializaci na montéra elektronických produktů.
V letech 1984–1987 sloužil v Sovětském námořnictvu.
Po návratu z vojenské služby pracoval v Počajivské lávře. Roku 1988 se stal ponomarem chrámu Narození přesvaté Bohorodice v Čerkasy.
V letech 1990–1994 studoval na Leningradském duchovním semináři.
Poté přešel do jurisdikce Ukrajinské pravoslavné církve Kyjevského patriarchátu a 9. října 1997 jej metropolita lucký a volyňský Jakiv (Pančuk) rukopoložil na diákona. Následující den byl postřižen na monacha a přijal mnišské jméno Mychajil na počest svatého Michaela Kyjevského. Stal se duchovním v Záporožském duchovním centru Svaté Trojice a od roku 2000 monastýru svatého Michaela v Kyjevě.
Dne 21. října 2000 byl Svatým synodem Ukrajinské pravoslavné církve Kyjevského patriarchátu zvolen biskupem sumským a ochtyrským. Následující den proběhla v chrámu svatého Vladimíra v Kyjevě jeho biskupská chirotonie.
Dne 19. listopadu 2002 byl převeden na černihivskou katedru.
Dne 18. května 2004 se stal biskupem luckým a volyňským.
Dne 22. ledna 2009 byl povýšen na arcibiskupa a 23. ledna 2012 na metropolitu.
Dne 15. prosince 2018 se zúčastnil Sjednocujícího sněmu ukrajinských pravoslavných církví a přešel do jurisdikce nové Pravoslavné církve Ukrajiny.